# دیگو فرارسو
دیگو فرارسو (بلغاری: Диего Густаво Фераресо Скеда؛ زادهٔ ۲۱ مهٔ ۱۹۹۲) بازیکن فوتبال اهل برزیل است.
از باشگاه‌هایی که در آن بازی کرده است می‌توان به باشگاه فوتبال لیتکس لووچ اشاره کرد.
وی همچنین در تیم ملی فوتبال زیر ۲۱ سال بلغارستان بازی کرده است.